# Llista de monuments de Felanitx
Llista de monuments de Felanitx catalogats pel consell insular de Mallorca com a Béns d'Interès Cultural en la categoria de monuments pel seu interès històric, artístic, arquitectònic, arqueològic, històric-industrial, etnològic, social, científic o tècnic.
| Monument                                                                                   | Tipus                | Localització                                             | Coordenades                                          | Codi?         | Imatge |
| ------------------------------------------------------------------------------------------ | -------------------- | -------------------------------------------------------- | ---------------------------------------------------- | ------------- | --- |
| Església i convent de Sant Agustí                                                          | Edif. religiosos     | Felanitx Plaça del Convent                               | 39° 28′ 20″ N, 3° 08′ 49″ E / 39.472209°N,3.146915°E | RI-51-0008423 | Església i convent de Sant Agustí (Felanitx) · Vegeu més fotos d'aquest monument · Carregueu una nova foto d'aquest monument          |
| Sant Salvador                                                                              | Edif. religiosos     | Felanitx                                                 | 39° 27′ 20″ N, 3° 11′ 10″ E / 39.455574°N,3.186016°E | RI-51-0008431 | Sant Salvador (Felanitx) · Vegeu més fotos d'aquest monument · Carregueu una nova foto d'aquest monument                              |
| Celler Bodega Cooperativa de Felanitx / Es Sindicat                                        | Edif. fabrils        | Felanitx Carrer d'en Guillem Timoner                     | 39° 28′ 14″ N, 3° 08′ 32″ E / 39.470691°N,3.14235°E  | RI-51-0007385 | Celler Bodega Cooperativa de Felanitx · Vegeu més fotos d'aquest monument · Carregueu una nova foto d'aquest monument                 |
| Castell de Santueri                                                                        | Arq. defensiva       | Felanitx                                                 | 39° 25′ 54″ N, 3° 11′ 15″ E / 39.431667°N,3.1875°E   | RI-51-0008421 | Castell de Santueri (Felanitx) · Vegeu més fotos d'aquest monument · Carregueu una nova foto d'aquest monument                        |
| Torre de Porto Colom                                                                       | Arq. defensiva       | Felanitx Carrer de l'arxiduc Lluís Salvador, Porto Colom | 39° 24′ 55″ N, 3° 16′ 21″ E / 39.415373°N,3.272568°E | RI-51-0008422 | Carregueu una nova foto d'aquest monument                                                                                             |
| Can Marines                                                                                | Arq. defensiva       | Felanitx Carrer de Can Marines                           | 39° 24′ 04″ N, 3° 12′ 32″ E / 39.401195°N,3.208979°E | RI-51-0008424 | Carregueu una nova foto d'aquest monument                                                                                             |
| Torre de la Punta del Far                                                                  | Arq. defensiva       | Felanitx                                                 |                                                      | RI-51-0008425 | Carregueu una nova foto d'aquest monument                                                                                             |
| Sa Vileta                                                                                  | Arq. defensiva       | Felanitx                                                 |                                                      | RI-51-0008426 | Carregueu una nova foto d'aquest monument                                                                                             |
| S'Horta                                                                                    | Arq. defensiva       | Felanitx                                                 |                                                      | RI-51-0008427 | Carregueu una nova foto d'aquest monument                                                                                             |
| Cas Saliner                                                                                | Arq. defensiva       | Felanitx S'Horta                                         | 39° 25′ 01″ N, 3° 11′ 17″ E / 39.417013°N,3.188127°E | RI-51-0008429 | Carregueu una nova foto d'aquest monument                                                                                             |
| La Barca de Bou la Balear                                                                  |                      | Felanitx                                                 |                                                      | RI-51-0010163 | Carregueu una nova foto d'aquest monument                                                                                             |
| Creu del Camí de Campos                                                                    | Creus de terme       | Felanitx                                                 | 39° 27′ 57″ N, 3° 08′ 24″ E / 39.465887°N,3.140070°E | RI-51-0010284 | Creu del Camí de Campos (Felanitx) · Vegeu més fotos d'aquest monument · Carregueu una nova foto d'aquest monument                    |
| Creu de Petra                                                                              | Creus de terme       | Felanitx Ma-5100                                         | 39° 28′ 39″ N, 3° 08′ 32″ E / 39.477481°N,3.142093°E | RI-51-0010285 | Creu de Petra (Felanitx) · Vegeu més fotos d'aquest monument · Carregueu una nova foto d'aquest monument                              |
| Creu des Porcol, o Creu d'en Nofret, Creu del Camí de Sant Salvador, Creu de les Garrigues | Creus de terme       | Felanitx                                                 | 39° 27′ 40″ N, 3° 10′ 28″ E / 39.461046°N,3.174544°E | RI-51-0010286 | Carregueu una nova foto d'aquest monument                                                                                             |
| Creu del Cementiri, o Creu de Son Quelles                                                  | Creus de terme       | Felanitx                                                 | 39° 27′ 45″ N, 3° 09′ 09″ E / 39.462402°N,3.152606°E | RI-51-0010287 | Creu del Cementiri (Felanitx) · Vegeu més fotos d'aquest monument · Carregueu una nova foto d'aquest monument                         |
| Creu de Na Mala, o de Can Mal, o Creu Nova                                                 | Creus de terme       | Felanitx Carrer de Fartaritx, 1                          | 39° 27′ 56″ N, 3° 08′ 59″ E / 39.465442°N,3.149730°E | RI-51-0010288 | Creu de Na Mala (Felanitx) · Vegeu més fotos d'aquest monument · Carregueu una nova foto d'aquest monument                            |
| Creu des Molí d'en Molendrí, o de la carretera des Port                                    | Creus de terme       | Felanitx                                                 | 39° 28′ 27″ N, 3° 09′ 13″ E / 39.474060°N,3.153701°E | RI-51-0010289 | Carregueu una nova foto d'aquest monument                                                                                             |
| Creu d'en Moll, o Creu des Molí d'en Xet                                                   | Creus de terme       | Felanitx                                                 | 39° 25′ 24″ N, 3° 07′ 57″ E / 39.423347°N,3.132631°E | RI-51-0010290 | Carregueu una nova foto d'aquest monument                                                                                             |
| Creu des Carritxó, o Creu de na Galiana                                                    | Creus de terme       | Felanitx Ma-14 / Ma-4016                                 | 39° 25′ 49″ N, 3° 09′ 27″ E / 39.430182°N,3.157520°E | RI-51-0010291 | Creu des Carritxó (Felanitx) · Vegeu més fotos d'aquest monument · Carregueu una nova foto d'aquest monument                          |
| Creu del Port                                                                              | Creus de terme       | Felanitx                                                 | 39° 25′ 27″ N, 3° 15′ 38″ E / 39.424303°N,3.260444°E | RI-51-0010292 | Carregueu una nova foto d'aquest monument                                                                                             |
| Plaça de sa Font de Santa Margalida                                                        | Conjunt urbà         | Felanitx                                                 | 39° 28′ 05″ N, 3° 08′ 53″ E / 39.468094°N,3.147945°E | RI-53-0000244 | Plaça de sa Font de Santa Margalida (Felanitx) · Vegeu més fotos d'aquest monument · Carregueu una nova foto d'aquest monument        |
| Resta prehistòrica de sa Bassa des Coll / Es Corral de Moros                               | Monument arqueològic | Felanitx                                                 | 39° 27′ 26″ N, 3° 08′ 57″ E / 39.457361°N,3.149213°E | RI-51-0002061 | Carregueu una nova foto d'aquest monument                                                                                             |
| Necròpolis de Bassols d'en Conqueri                                                        | Monument arqueològic | Felanitx                                                 |                                                      | RI-51-0002062 | Carregueu una nova foto d'aquest monument                                                                                             |
| Cova de Cala Sanau / Cova des Moro                                                         | Monument arqueològic | Felanitx                                                 | 39° 23′ 31″ N, 3° 14′ 12″ E / 39.391888°N,3.236633°E | RI-51-0002063 | Carregueu una nova foto d'aquest monument                                                                                             |
| Habitació prehistòrica de Can Roig Nou                                                     | Monument arqueològic | Felanitx                                                 | 39° 28′ 16″ N, 3° 05′ 03″ E / 39.471122°N,3.084137°E | RI-51-0002065 | Habitació prehistòrica de Can Roig Nou (Felanitx) · Carregueu una nova foto d'aquest monument                                         |
| Talaiot des Carritxó / Es Coll                                                             | Monument arqueològic | Felanitx                                                 |                                                      | RI-51-0002066 | Carregueu una nova foto d'aquest monument                                                                                             |
| Cova de Cas Corso                                                                          | Monument arqueològic | Felanitx                                                 | 39° 24′ 43″ N, 3° 13′ 23″ E / 39.411919°N,3.223110°E | RI-51-0002067 | Carregueu una nova foto d'aquest monument                                                                                             |
| Cova de Cas Concos / Can Menut                                                             | Monument arqueològic | Felanitx                                                 | 39° 23′ 58″ N, 3° 06′ 51″ E / 39.399552°N,3.114259°E | RI-51-0002068 | Carregueu una nova foto d'aquest monument                                                                                             |
| Resta prehistòrica de Cas Velles / S'Antigor d'en Marsselleta                              | Monument arqueològic | Felanitx                                                 | 39° 23′ 29″ N, 3° 14′ 01″ E / 39.391263°N,3.233612°E | RI-51-0002069 | Carregueu una nova foto d'aquest monument                                                                                             |
| Resta prehistòrica de Clot des Pou / Cas Corraler                                          | Monument arqueològic | Felanitx                                                 |                                                      | RI-51-0002070 | Carregueu una nova foto d'aquest monument                                                                                             |
| Cova de sa Cova / Baix de ses Cases                                                        | Monument arqueològic | Felanitx                                                 | 39° 25′ 48″ N, 3° 09′ 23″ E / 39.429869°N,3.156358°E | RI-51-0002071 | Carregueu una nova foto d'aquest monument                                                                                             |
| Resta prehistòrica de sa Galera / Pleta des Form                                           | Monument arqueològic | Felanitx                                                 |                                                      | RI-51-0002072 | Carregueu una nova foto d'aquest monument                                                                                             |
| Cova de sa Galera / Sa Cova Rotja                                                          | Monument arqueològic | Felanitx                                                 | 39° 25′ 10″ N, 3° 09′ 27″ E / 39.419505°N,3.157496°E | RI-51-0002073 | Carregueu una nova foto d'aquest monument                                                                                             |
| Habitació prehistòrica de sa Mola d'en Claret / Vessant sud                                | Monument arqueològic | Felanitx                                                 | 39° 28′ 35″ N, 3° 08′ 03″ E / 39.476301°N,3.134255°E | RI-51-0002074 | Carregueu una nova foto d'aquest monument                                                                                             |
| Cova de sa Mola / Cova de s'Ermità                                                         | Monument arqueològic | Felanitx                                                 |                                                      | RI-51-0002076 | Carregueu una nova foto d'aquest monument                                                                                             |
| Poblat murat de sa Mola d'en Blai / Es Velas                                               | Monument arqueològic | Felanitx                                                 | 39° 28′ 08″ N, 3° 07′ 48″ E / 39.468827°N,3.130067°E | RI-51-0002077 | Carregueu una nova foto d'aquest monument                                                                                             |
| Cova de sa Mola d'en Bordoi                                                                | Monument arqueològic | Felanitx                                                 | 39° 28′ 04″ N, 3° 08′ 16″ E / 39.467827°N,3.137842°E | RI-51-0002078 | Carregueu una nova foto d'aquest monument                                                                                             |
| Cova de Porto Colom / Sa Punta                                                             | Monument arqueològic | Felanitx                                                 |                                                      | RI-51-0002079 | Carregueu una nova foto d'aquest monument                                                                                             |
| Turó fortificat des Puig Assegut                                                           | Monument arqueològic | Felanitx                                                 | 39° 27′ 44″ N, 3° 10′ 39″ E / 39.462277°N,3.177587°E | RI-51-0002080 | Carregueu una nova foto d'aquest monument                                                                                             |
| Necròpoli des Puig des Call / Es Serral                                                    | Monument arqueològic | Felanitx                                                 | 39° 27′ 48″ N, 3° 09′ 23″ E / 39.463388°N,3.156317°E | RI-51-0002081 | Carregueu una nova foto d'aquest monument                                                                                             |
| Habitació prehistòrica de sa Punta / Els Antigors                                          | Monument arqueològic | Felanitx                                                 |                                                      | RI-51-0002082 | Carregueu una nova foto d'aquest monument                                                                                             |
| Habitació prehistòrica de sa Punta / Sa Marina                                             | Monument arqueològic | Felanitx                                                 | 39° 26′ 19″ N, 3° 15′ 46″ E / 39.438688°N,3.262705°E | RI-51-0002083 | Carregueu una nova foto d'aquest monument                                                                                             |
| Resta prehistòrica des Rossells / Sa Pleta                                                 | Monument arqueològic | Felanitx                                                 | 39° 24′ 06″ N, 3° 05′ 29″ E / 39.401743°N,3.091254°E | RI-51-0002085 | Carregueu una nova foto d'aquest monument                                                                                             |
| Cova des Rossells / Es Bosquets                                                            | Monument arqueològic | Felanitx                                                 | 39° 24′ 22″ N, 3° 05′ 54″ E / 39.406063°N,3.098229°E | RI-51-0002086 | Carregueu una nova foto d'aquest monument                                                                                             |
| Santueri / Cova des Bous                                                                   | Monument arqueològic | Felanitx                                                 | 39° 25′ 53″ N, 3° 11′ 17″ E / 39.431435°N,3.187966°E | RI-51-0002087 | Carregueu una nova foto d'aquest monument                                                                                             |
| Santueri / Sa Cova Calenta                                                                 | Monument arqueològic | Felanitx                                                 | 39° 25′ 52″ N, 3° 11′ 15″ E / 39.431084°N,3.187384°E | RI-51-0002088 | Carregueu una nova foto d'aquest monument                                                                                             |
| Santueri / Balma des Confessionari des Moros                                               | Monument arqueològic | Felanitx                                                 | 39° 25′ 59″ N, 3° 11′ 15″ E / 39.433066°N,3.187633°E | RI-51-0002089 | Carregueu una nova foto d'aquest monument                                                                                             |
| Resta prehistòrica de Son Barceló de ses Argiles                                           | Monument arqueològic | Felanitx                                                 |                                                      | RI-51-0002090 | Carregueu una nova foto d'aquest monument                                                                                             |
| Necròpoli de Son Bennàsser                                                                 | Monument arqueològic | Felanitx                                                 | 39° 24′ 09″ N, 3° 05′ 18″ E / 39.402533°N,3.088348°E | RI-51-0002091 | Carregueu una nova foto d'aquest monument                                                                                             |
| Necròpoli de Son Gelabert / S'Antigor                                                      | Monument arqueològic | Felanitx                                                 | 39° 29′ 23″ N, 3° 08′ 52″ E / 39.489801°N,3.147770°E | RI-51-0002092 | Carregueu una nova foto d'aquest monument                                                                                             |
| Habitació prehistòrica de Son Maiol                                                        | Monument arqueològic | Felanitx                                                 | 39° 28′ 15″ N, 3° 04′ 55″ E / 39.470853°N,3.082044°E | RI-51-0002094 | Habitació prehistòrica de Son Maiol (Felanitx) · Carregueu una nova foto d'aquest monument                                            |
| Cova de Son Maiol / Sa Cova de n'Estapoll                                                  | Monument arqueològic | Felanitx                                                 | 39° 28′ 13″ N, 3° 04′ 26″ E / 39.470318°N,3.073789°E | RI-51-0002095 | Carregueu una nova foto d'aquest monument                                                                                             |
| Cova de Son Mas Vell / Can Ravanet                                                         | Monument arqueològic | Felanitx                                                 | 39° 27′ 41″ N, 3° 05′ 16″ E / 39.461469°N,3.087845°E | RI-51-0002096 | Carregueu una nova foto d'aquest monument                                                                                             |
| Talaiot de Son Oliver                                                                      | Monument arqueològic | Felanitx                                                 | 39° 29′ 45″ N, 3° 07′ 51″ E / 39.495858°N,3.130803°E | RI-51-0002098 | Carregueu una nova foto d'aquest monument                                                                                             |
| Resta prehistòrica de Son Pou Nou / Sa Bassa                                               | Monument arqueològic | Felanitx                                                 | 39° 28′ 16″ N, 3° 07′ 15″ E / 39.471090°N,3.120747°E | RI-51-0002099 | Carregueu una nova foto d'aquest monument                                                                                             |
| Necròpoli de Son Ramonet d'en Tomeu                                                        | Monument arqueològic | Felanitx                                                 | 39° 26′ 46″ N, 3° 07′ 53″ E / 39.446209°N,3.131291°E | RI-51-0002100 | Carregueu una nova foto d'aquest monument                                                                                             |
| Cova de Son Serra / Son Maiol                                                              | Monument arqueològic | Felanitx                                                 | 39° 28′ 04″ N, 3° 05′ 27″ E / 39.467783°N,3.090759°E | RI-51-0002101 | Carregueu una nova foto d'aquest monument                                                                                             |
| Cova de Son Soler Vell                                                                     | Monument arqueològic | Felanitx                                                 | 39° 32′ 01″ N, 3° 06′ 10″ E / 39.533550°N,3.102830°E | RI-51-0002102 | Carregueu una nova foto d'aquest monument                                                                                             |
| Resta prehistòrica de Son Terrassa / Es Puig d'en Sull                                     | Monument arqueològic | Felanitx                                                 | 39° 25′ 19″ N, 3° 09′ 10″ E / 39.421944°N,3.152855°E | RI-51-0002103 | Carregueu una nova foto d'aquest monument                                                                                             |
| Cova de Son Valls / Can Dimoni                                                             | Monument arqueològic | Felanitx                                                 | 39° 30′ 35″ N, 3° 06′ 31″ E / 39.509838°N,3.108612°E | RI-51-0002104 | Carregueu una nova foto d'aquest monument                                                                                             |
| Restes prehistòriques de Son Xina / Sa Costa des Moro                                      | Monument arqueològic | Felanitx                                                 | 39° 24′ 59″ N, 3° 08′ 43″ E / 39.416457°N,3.145408°E | RI-51-0002105 | Carregueu una nova foto d'aquest monument                                                                                             |
| Cova de na Vanrella / Cova d'en Xemarri                                                    | Monument arqueològic | Felanitx                                                 | 39° 25′ 21″ N, 3° 06′ 01″ E / 39.422452°N,3.100239°E | RI-51-0002106 | Carregueu una nova foto d'aquest monument                                                                                             |
| Conjunt prehistòric des Closos de Can Gaià                                                 | Zona arqueològica    | Felanitx                                                 | 39° 25′ 09″ N, 3° 14′ 38″ E / 39.419041°N,3.243788°E | RI-51-0002064 | Conjunt prehistòric des Closos de Can Gaià (Felanitx) · Vegeu més fotos d'aquest monument · Carregueu una nova foto d'aquest monument |